# Цай Шен
Цай Шен (кит.: 蔡晟, нар. 12 грудня 1971, Ухань) — китайський футболіст, що грав на позиції нападника, зокрема за національну збірну Китаю. По завершенні ігрової кар'єри — тренер.

## Клубна кар'єра
Грав за команду «Ухань Хунцзіньлун» з рідного міста та за «Ціндао Хайліфен».

## Виступи за збірну
1992 року дебютував в офіційних матчах у складі національної збірної Китаю.
У складі збірної був учасником кубка Азії з футболу 1992 року в Японії, на якому команда здобула бронзові нагороди.
Загалом протягом кар'єри в національній команді, яка тривала 3 роки, провів у її формі 16 матчів, забивши 4 голи.

## Кар'єра тренера
Протягом 2007–2008 років тренував «Веньчжоу Баолун». Згодом 2009 року був головним тренером «Ціндао Хайліфен».

## Титули і досягнення
- Бронзовий призер Кубка Азії: 1992